# Polgár Károly (színművész, 1853–1894)
Polgár Károly; Böttger (Komárom, 1853. július 12. – Budapest, 1894. június 9.) színész, igazgató. Polgár Gyula és Polgár Béla igazgatók testvére.

## Életútja
Böttger János és Stefanics Katalin fia. 1879 őszén kezdte pályáját Szabadkán Temesváry Lajosnál. 1880-ig játszott itt, majd 1882 tavaszán Gáspár Jánosnál működött, itt kötött ismeretséget Pesti Ihász Lajossal. Együtt adták be koncesszióigényüket még az év végén, ezután igazgatók voltak 1883 májusától Szilágysomlyón. Nagyon sikeresek voltak, így 1884-ben szétválási kérelmüket a Színész Egyesület csak nehezen adta meg. Polgár Károly ezután önállóan működött Zilahon. 1890-ig volt igazgató, ezután Tiszai Andorhoz ment Kassára, de még halála előtt újból igazgatói engedélyért folyamodott. Elhunyt a Szent János kórházban, halálát agyhűdés okozta.

## Működési adatai
1881: Polgár Gyula; 1882: Gáspár János, Hegyi Gyula.
Igazgatóként: 1883: Zilah, Rozsnyó; 1884: Sátoraljaújhely, Munkács, Beregszász, Huszt, Szilágysomlyó; 1884: Dés, Gyulafehérvár, Marosvásárhely; 1885–89: Székelyudvarhely, Brassó, Csíkszereda, Déva, Orosháza, Mezőberény.